# Colby Robak
Colby Nicky Robak (* 24. April 1990 in Gilbert Plains, Manitoba) ist ein kanadischer Eishockeyspieler, der im Verlauf seiner aktiven Karriere zwischen 2006 und 2022 unter anderem 47 Spiele für die Florida Panthers und Anaheim Ducks in der National Hockey League (NHL) auf der Position des Verteidigers bestritten hat. Zudem absolvierte Robak fast 500 weitere Partien in der American Hockey League (AHL) und stand in 127 Begegnungen für die Schwenninger Wild Wings aus der Deutschen Eishockey Liga (DEL) auf dem Eis.

## Karriere
Robak verbrachte seine Juniorenzeit zwischen 2006 und 2010 bei den Brandon Wheat Kings in der Western Hockey League. Für das Team absolvierte der Verteidiger in dem Zeitraum von vier Jahren 280 Spiele und vertrat es auch im Memorial Cup 2010, deren Ausrichter die Wheat Kings waren. Zudem wurde er im NHL Entry Draft 2008 in der zweiten Runde an 46. Position von den Florida Panthers aus der National Hockey League ausgewählt.
Nach Abschluss seiner Juniorenkarriere wurde Robak im Mai 2010 von den Panthers unter Vertrag genommen. Er verbrachte seine erste Spielzeit im Profibereich bei den Rochester Americans in der American Hockey League. Die folgenden drei Spielzeiten bis 2014 lief der Abwehrspieler dann hauptsächlich für Floridas neuen Kooperationspartner San Antonio Rampage in der AHL auf. Während dieser Zeit bestritt er auch 35 Spiele für die Panthers in der NHL, nachdem sein Vertrag im Sommer 2013 um zwei Jahre verlängert worden war. Zum Beginn der Saison 2014/15 gehörte Robak dann vorerst fest zum Kader Floridas, ehe er im Dezember 2014 im Tausch für Jesse Blacker und ein Sechstrunden-Wahlrecht im NHL Entry Draft 2017 an die Anaheim Ducks abgegeben wurde. Für die Ducks bestritt der Defensivspieler lediglich fünf Partien, da er alsbald in die AHL zu den Norfolk Admirals geschickt wurde. Sein auslaufender Vertrag wurde im Sommer nicht verlängert.
Da er in der Folge kein neues Angebot eines NHL-Klubs erhielt, nahm sein Ex-Verein Rochester Americans den Kanadier unter Vertrag für die Saison 2015/16 unter Vertrag. Die Spielzeit 2016/17 begann Robak dann beim Ligakonkurrenten Stockton Heat, der ihm einen Probevertrag angeboten hatte. Trotz fünf Torvorlagen in sechs Spielen nahmen die Heat Abstand von einer langfristigen Verpflichtung, woraufhin die Utica Comets sich seine Dienste im November 2016 sicherten. Dort beendete er die Spielzeit und unterzeichnete schließlich im Oktober 2017 doch einen AHL-Vertrag bei den Stockton Heat.
Nach einem Jahr in Stockton wechselte der Kanadier erstmals in seiner Karriere nach Europa, wo er die Saison 2018/19 bei Vaasan Sport in der finnischen Liiga verbrachte. Im November 2019 erhielt der Abwehrspieler einen Vertrag bei den Schwenninger Wild Wings aus der Deutschen Eishockey Liga, der bereits im Januar 2020 vorzeitig um zwei Jahre verlängert wurde. Nach der Spielzeit 2021/22 erhielt Robak keinen neuen Vertrag bei den Wild Wings und blieb die darauffolgende Saison vereinslos. Im Mai 2023 beendete der 33-Jährige seine Karriere offiziell.

### International
Auf internationaler Ebene vertrat Robak ein Heimatland bei der U18-Junioren-Weltmeisterschaft 2008 im russischen Kasan. Dabei gewann er mit den Ahornblättern die Goldmedaille, zu der er in sieben Turnierspielen eine Torvorlage beisteuerte.

## Erfolge und Auszeichnungen
- 2008 Teilnahme am CHL Top Prospects Game
- 2010 WHL East Second All-Star Team
- 2012 Teilnahme am AHL All-Star Classic

### International
- 2008 Goldmedaille bei der U18-Junioren-Weltmeisterschaft

## Karrierestatistik

### International
Vertrat Kanada bei:
- U18-Junioren-Weltmeisterschaft 2008

(Legende zur Spielerstatistik: Sp oder GP = absolvierte Spiele; T oder G = erzielte Tore; V oder A = erzielte Assists; Pkt oder Pts = erzielte Scorerpunkte; SM oder PIM = erhaltene Strafminuten; +/− = Plus/Minus-Bilanz; PP = erzielte Überzahltore; SH = erzielte Unterzahltore; GW = erzielte Siegtore; 1 Play-downs/Relegation; Kursiv: Statistik nicht vollständig)